# Ave Maria (Bruckner)

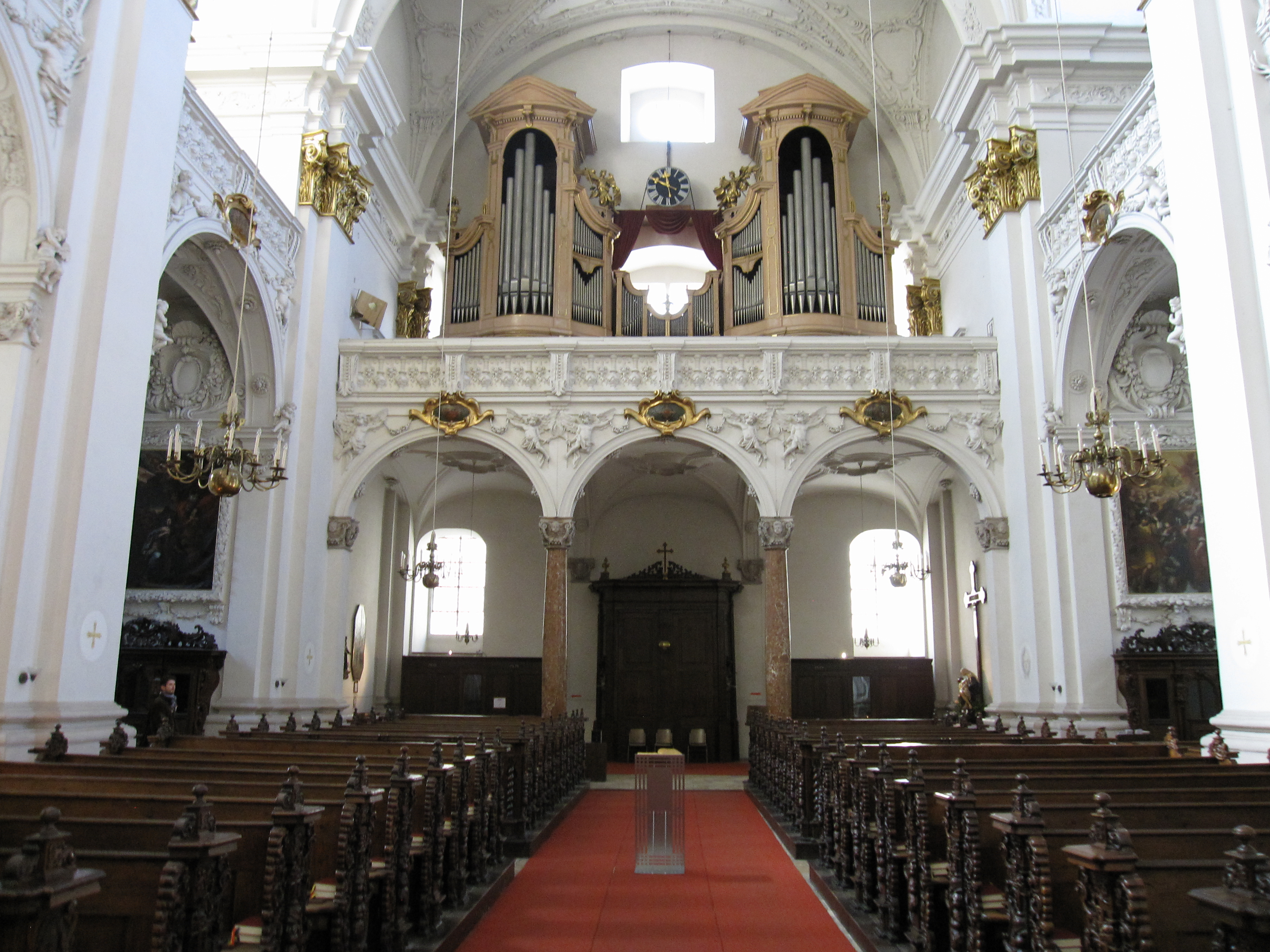
Linz 2011 11

Ave Maria, WAB 6, é um moteto sagrado de Anton Bruckner, um cenário da oração latina Ave Maria. Ele a compôs em Linz em 1861 e marcou a curta obra em fá maior para sete vozes desacompanhadas. A peça, às vezes chamada de Offertorium, foi publicada em Viena em 1867. Antes, Bruckner compôs a mesma oração em 1856 para soprano, alto, um coro misto de quatro partes, órgão e violoncelo, WAB 5. Mais tarde, ele definiu o texto em 1882 para uma voz solo (alto) e teclado (órgão, piano ou harmônio),  WAB 7.
A Ave Maria também chamada de Saudação Angélica, é uma oração que saúda a Virgem Maria baseada nos episódios da Anunciação e da Visitação (Lucas 1:28–42). Segundo São Luís Maria Gringnon de Montfort, cada vez que se reza a Ave Maria, a Virgem Maria louva a Deus no Céu com seu canto, o Magnificat (Lucas 1:46–55).